# Herkimer (village)
Ne doit pas être confondu avec Herkimer (ville, New York).
Pour les articles homonymes, voir Herkimer.
Le village de Herkimer est le siège du comté de Herkimer, situé dans l'État de New York, aux États-Unis.

## Démographie
| Groupe                           | Herkimer | New York | États-Unis |
| -------------------------------- | -------- | -------- | ---------- |
| Blancs                           | 91,5     | 66,8     | 72,4       |
| Afro-Américains                  | 4,5      | 15,9     | 12,6       |
| Métis                            | 1,6      | 3,0      | 2,9        |
| Asiatiques                       | 1,2      | 7,3      | 4,8        |
| Autres                           | 1,0      | 7,5      | 6,4        |
| Amérindiens                      | 0,3      | 0,6      | 0,9        |
| Total                            | 100      | 100      | 100        |
|                                  |          |          |            |
| Hispaniques et Latino-Américains | 3,3      | 17,6     | 16,7       |